# GeForce 2

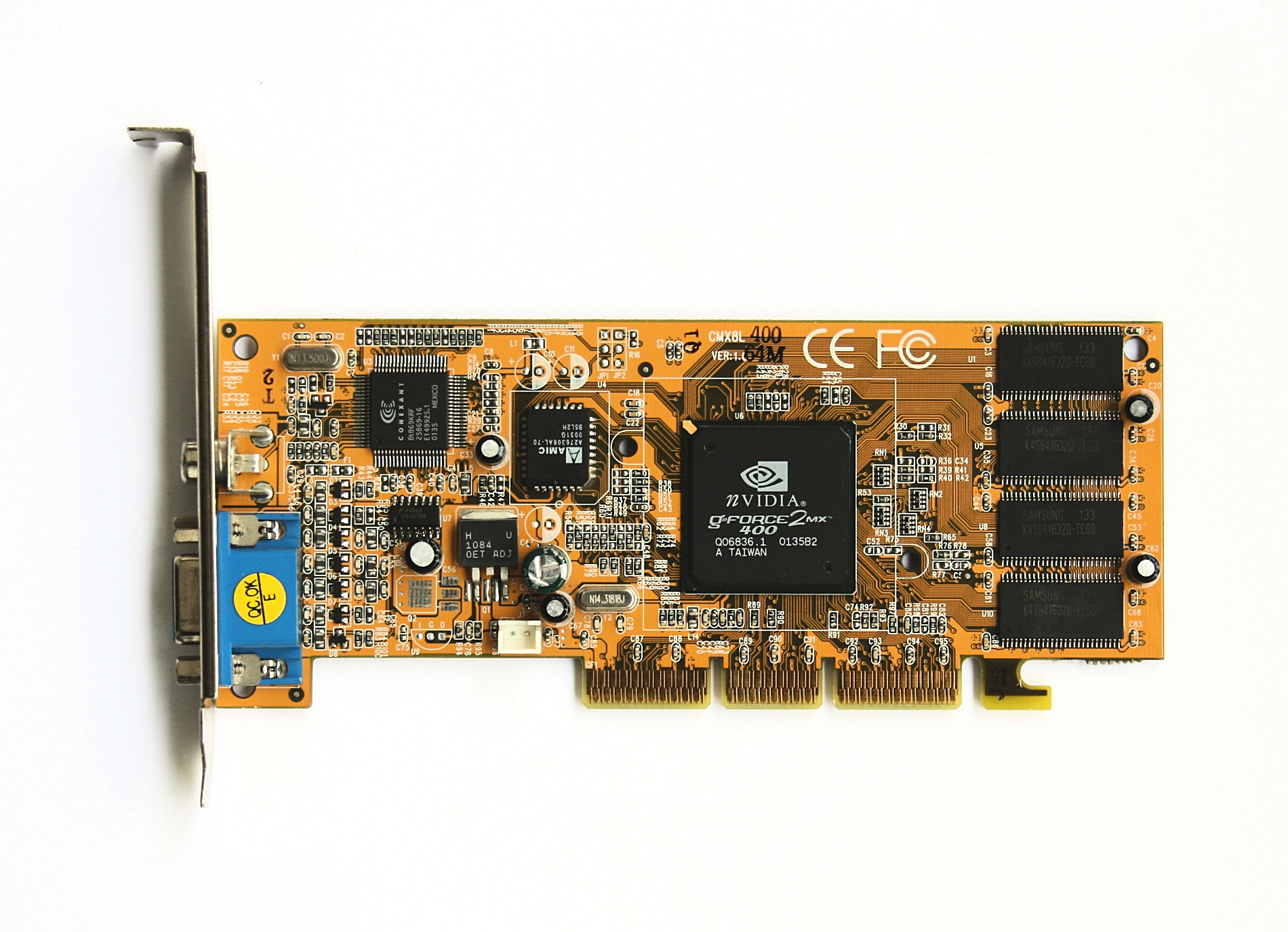
grafická karta GeForce 2 MX400

GeForce 2 (kódové označení NV15) je druhou generací série GeForce.

## Modely

### GeForce 2 GTS
GeForce 2 GTS je první model druhé generace, nazývaný též NV15. Koncové označení vychází z jeho schopnosti zpracovat 1,6 miliardy texelů - Giga Texel Shader (GTS). Byla přidaná dvojitá sekundární jednotka mapingu textur - Texture Maping Unit (TMU) s 4 pixel pipeline, to vše při frekvenci jádra 200 MHz a frekvenci paměti 333 MHz. V porovnání s GeForce 256 byl fillrate karty 3,3× větší (GeForce 256 480 Mtex/s). Další hardwarové vylepšení ovlivnila schopnost práci pipeline s videem. HDVP (vysoká definice procesu videa) je přehrávání videa ve vysokém rozlišení. Toto řešení značně ulehčilo CPU práci.

### GeForce 2 MX
GeForce 2 MX je ořezaná o různé funkce. Přišla o 2 pipeline, neobsahovala T&L a i ovladače ze začátku byly špatné. Používá paměti typu SDR nebo DDR.

### GeForce 2 Ultra

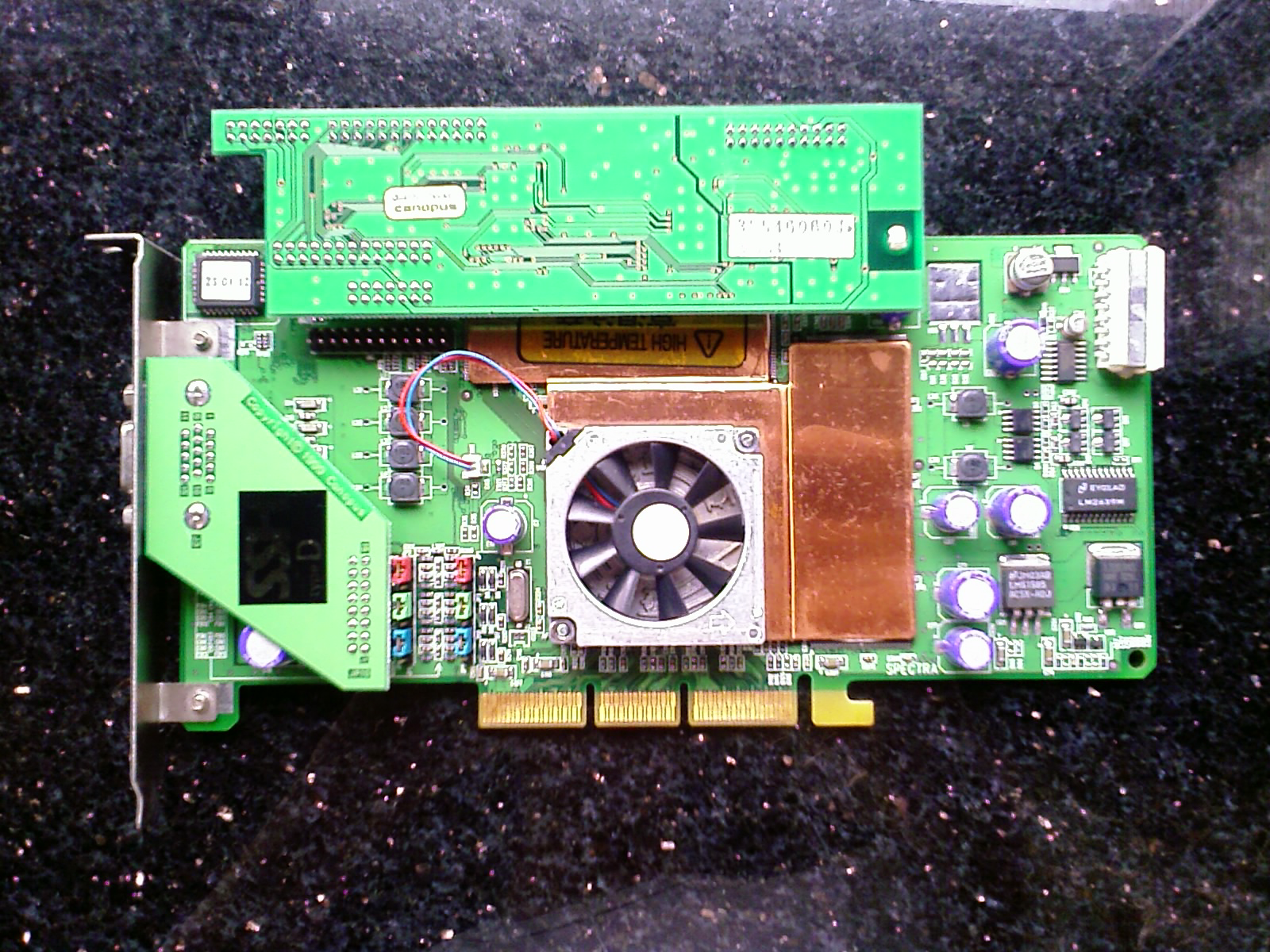
Canopus GeForce2 Ultra

Koncem roku 2001 vyšla varianta GeForce 2 Ultra s vyšší frekvencí jádra (250 MHz) a paměti (460 MHz). Tím bylo docíleno zvýšení výkonu o 25 %, tj. na 2 Gtex/s.